# Washington Irving
Washington Irving (ur. 3 kwietnia 1783 w Nowym Jorku, zm. 28 listopada 1859 w Tarrytown) – amerykański pisarz i historyk, twórca amerykańskiej prozy romantycznej, a także dyplomata.

## Życiorys
Sporadycznie studiując prawo, odbył kilka podróży rzeką Hudson i w latach 1802–1803 publikował satyryczne eseje w prasie. Odbył kilkuletnią podróż po Europie (1804–1806), a po powrocie zdał egzamin adwokacki. Jako przedstawiciel rodzinnej firmy w 1811 przeprowadził się do Waszyngtonu i w 1815 w rodzinnych interesach wyjechał do Anglii. Walter Scott, którego poznał w Londynie, zachęcił go do kontynuowania pracy literackiej. Po kolejnych podróżach (m.in. po Niemczech, Austrii, Francji, Hiszpanii) Washington Irving wrócił w 1832 do Nowego Jorku. W latach 1842–1846 był ministrem pełnomocnym USA w Hiszpanii.

## Prace
- Letters of Jonathan Oldstyle (1802)
- Salmagundi (1807-1808, z Williamem Irvingiem i J.K. Paulding)
- A History of New York, by Diedrich Knickerbocker (1809)
- Szkicownik (The Sketch Book of Geoffrey Crayon, Gent., 1819–1820)
  - Rip Van Winkle (1819)
  - Legenda o Sennej Kotlinie (The Legend of Sleepy Hollow)
- Bracebridge Hall (1822)
- Tales of a Traveller (1824)
- A History of the Life and Voyages of Christopher Columbus (1828)
- The Chronicle of the Conquest of Granada (1829)
- Tales of the Alhambra (1829)
- The Companions of Columbus (1831)
- A Tour on the Prairies (1835)
- Abbottsford and Newstead Abbey (1835)
- The Crayon Miscellany (1835)
- Astoria (1836)
- Essays and Sketches (1837)
- The Adventures of Captain Bonneville (1837)
- The Life of Oliver Goldsmith (1840)
- Mahomet and His Successors (1849)
- The Life of George Washington (1855-59)